# Will Kirk Kaynor

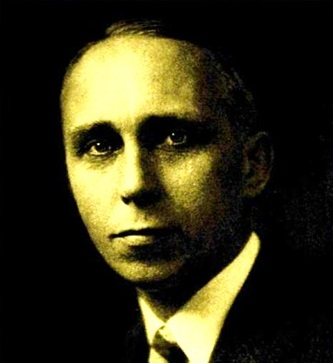
Will Kirk Kaynor

William Kirk „Will“ Kaynor (* 29. November 1884 in Sanborn, O’Brien County, Iowa; † 20. Dezember 1929 bei Washington, D.C.) war ein US-amerikanischer Politiker. Im Jahr 1929 vertrat er den Bundesstaat Massachusetts im US-Repräsentantenhaus.

## Werdegang
Will Kaynor besuchte die öffentlichen Schulen seiner Heimat. Zeitweise arbeitete er in Clear Lake als Drogerieangestellter. Anschließend zog er für einige Zeit in das Buffalo County in South Dakota, wo er als Cowboy Vieh hütete. Anschließend kehrte er in den Osten zurück, um seine eigene Ausbildung fortzusetzen. Bis 1908 besuchte er die Hotchkiss School in Connecticut. Daran schloss sich bis 1912 ein Studium an der Yale University an. In den folgenden Jahren arbeitete er in Springfield (Massachusetts) in der Immobilienbranche und im Versicherungswesen. Zwischen Juli und November 1918 war er während der Endphase des Ersten Weltkrieges auf einer Offiziersschule in Camp Lee (Virginia). Danach schlug er als Mitglied der Republikanischen Partei eine politische Laufbahn ein. Von 1920 bis 1924 saß er im Gemeinderat von Springfield. In dieser Stadt war er von 1923 bis 1928 auch Posthalter.
Bei den Kongresswahlen des Jahres 1928 wurde Kaynor im zweiten Wahlbezirk von Massachusetts in das US-Repräsentantenhaus in Washington gewählt, wo er am 4. März 1929 die Nachfolge von Henry L. Bowles antrat. Dieses Mandat konnte er bis zum 20. Dezember desselben Jahres ausüben. An diesem Tag wurde er Opfer eines Flugzeugabsturzes in der Nähe der Bundeshauptstadt.